# ヘルフタのゲルトルード
ヘルフタのゲルトルード（Gertrud von Helfta, 1256年1月6日 - 1301/1302年）あるいは大ゲルトルートは、ドイツの神秘家、ベネディクト会の修道女で、人間に対して神の愛が無限かつ無償で注がれることを説いた『神の愛の使者』とラテン語の祈祷集である『霊的修行』を記したことで知られる。

## 生涯
両親や出身地については不明である。1261年にザクセン州のアイスレーベン近郊にあるヘルフタ修道院附属学校に預けられる。幼少期から勉学に長け、特にラテン語を得意とした。幼少期はアレクサンドリアのカタリナや聖アグネスに傾倒する。1280年の待機節から翌年2月2日まで、精神的な問題に見舞われる。同年1月27日に神秘体験である聖籠の幻視を経て、霊的生活を開始し、神学を学ぶ。神学ではアウグスティヌス、大グレゴリウス、クレルヴォーのベルナルドゥス、サン・ヴィクトルのフーゴーについて学ぶ。ゲルトルードはマクデブルクのメヒティルト、ハッケボルンのゲルトルード、ハッケボルンのメヒティルトらからも影響を受ける。生涯ではそのラテン語を活かして多くの著作を執筆したものの、2002年時点で残っているのは『神の愛の使者』と『霊的修行』に限られる。没年については1301年か1302年の11月17日と考えられている。

## 没後
1536年にケルンのカルトゥジア会士であるヨハネス・ランツベルグによって『神の愛の使者』のラテン語版が出版される。1674年にベネディクト会全体でゲルトルードの祝日を祝うことの許可が下り、独自の聖務と讃歌で祝われるようになる。1678年にゲルトルードは『ローマ聖人録』に記載され、1783年に全ての教会でゲルトルードへの礼拝が許された。